# V500 Возничего
V500 Возничего (лат. V500 Aurigae) — одиночная переменная звезда в созвездии Возничего на расстоянии (вычисленном из значения параллакса) приблизительно 14193 световых лет (около 4352 парсеков) от Солнца. Видимая звёздная величина звезды — от +10,7m до +10,5m.

## Характеристики
V500 Возничего — красная пульсирующая медленная неправильная переменная звезда (LB) спектрального класса M. Эффективная температура — около 3287 K.